# Heinrich Erdmann

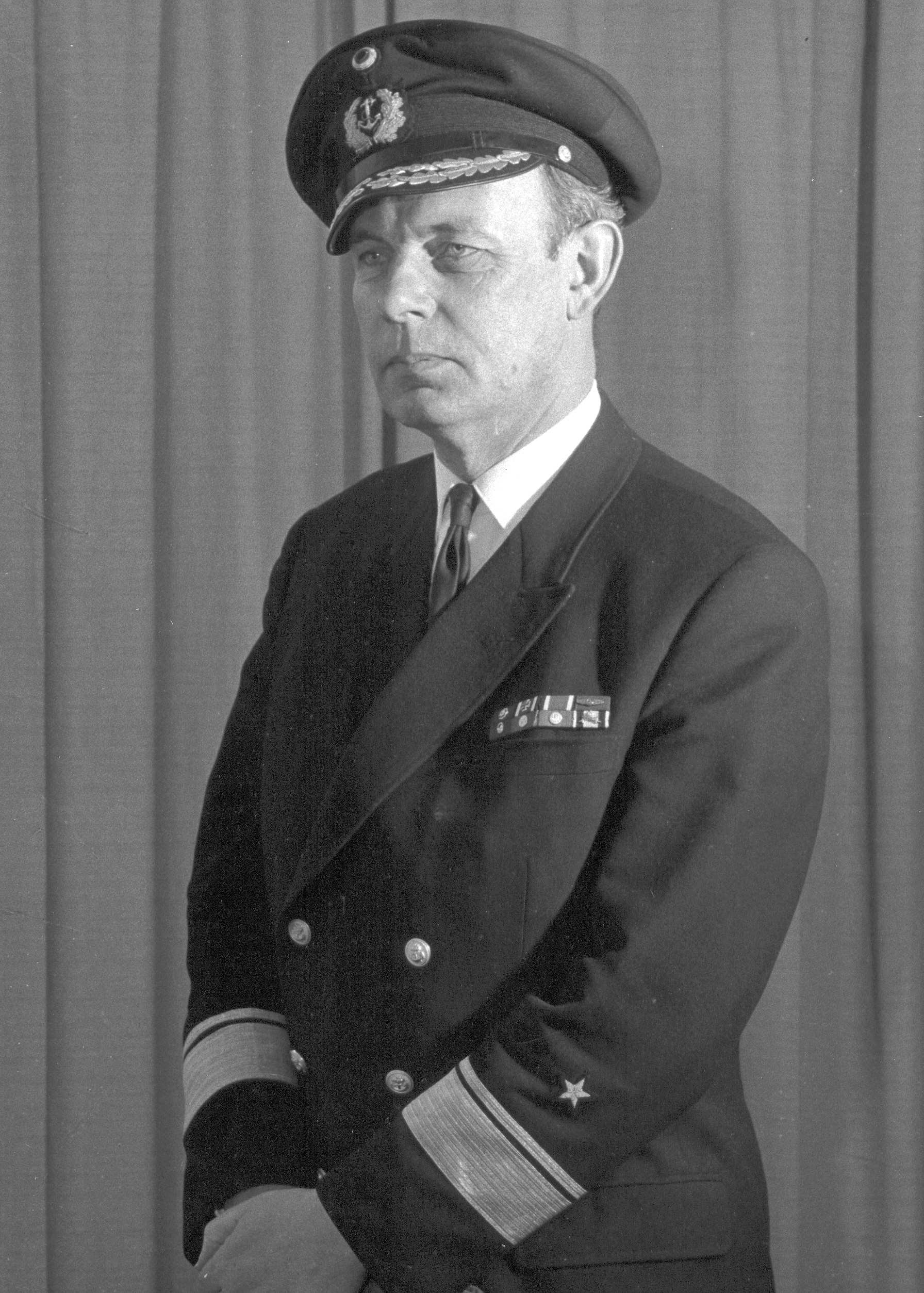
Flottillenadmiral Erdmann

Heinrich Erdmann (* 15. Juli 1908 in Kiel; † 19. März 1992 in München) war ein deutscher Marineoffizier, zuletzt Konteradmiral der Bundesmarine der Bundeswehr.

## Leben
Erdmann trat im April 1927 als Seekadett in die Reichsmarine und wurde zum Seeoffizier ausgebildet. Dabei nahm er an einer 15-monatigen Ausbildungsreise auf dem Leichten Kreuzer Berlin teil. Im Herbst 1931 wurde er zum Leutnant zur See befördert.
Bei Ausbruch des Zweiten Weltkriegs war Erdmann Kapitänleutnant und Kommandant des Torpedoboots T8. Im Oktober 1941 wurde Erdmann als Korvettenkapitän Chef der 2. Torpedobootsflottille und führte sie während des Durchbruchs der deutschen Kriegsschiffe Scharnhorst, Gneisenau und Prinz Eugen durch den Ärmelkanal im Februar 1942 (Unternehmen Cerberus).
Im Juni 1943 wechselte Erdmann in den Stab des Führers der Schnellboote, Kommodore Rudolf Petersen, wo er zunächst 1. Admiralstabsoffizier und im Juni 1944 Chef des Stabes wurde. Im April 1945 übernahm er das Kommando über den Zerstörer Z30, kam damit jedoch nicht mehr zum Einsatz.
Nach dem Krieg hatte Erdmann eine Familie mit vier Kindern zu ernähren und arbeitete in einer Papier- und Kartonagenfabrik in Jülich, zuletzt als stellvertretender Betriebsleiter.
1956 trat Erdmann als Fregattenkapitän in die Bundesmarine ein und war zunächst als Referent für den Offizier- und Unteroffiziernachwuchs verantwortlich. Von Dezember 1959 bis Juli 1960 war er als Kapitän zur See Chef des Stabes im Kommando der Flotte. Im August 1960 wurde Erdmann Kommandeur der Marineschule Mürwik und wurde dort Flottillenadmiral. Von Januar 1962 bis Januar 1966 war er Befehlshaber der Seestreitkräfte der Nordsee, um schließlich bis zu seinem Eintritt in den Ruhestand 1968 als Konteradmiral und Abteilungsleiter Plans & Policy im NATO-Hauptquartier Nordeuropa in Kolsås, Norwegen, zu dienen.
Erdmann starb acht Tage nach seiner Frau Grete in München.

## Ehrungen
- Deutsches Kreuz in Gold (19. Mai 1943)
- Großes Verdienstkreuz des Verdienstordens der Bundesrepublik Deutschland (1968)